# Južno višavje
Južno višavje (škotska gelščina Na Monaidhean a Deas) je najjužnejše in najmanj poseljeno od treh glavnih geografskih območij celinske Škotske (drugi sta osrednje nižavje in Škotsko višavje). Izraz se uporablja tako za opis geografske regije kot za skupno označevanje različnih hribov in gora v tej regiji. Pretežno podeželska in kmetijska regija je Južno višavje delno poraščeno z gozdom in vsebuje veliko območij odprtega barja - imena hribov na tem območju so skladna s temi značilnostmi.

## Geologija
Južno višavje je sestavljeno predvsem iz silurskih sedimentnih usedlin, odloženih v Japetovem oceanu pred 420 milijoni let. Te kamnine so bile med kaledonsko orogenezo, pred približno 400 milijoni let (Ma), potisnjene z morskega dna v akrecijski klin, ko so trčili celine in tereni Lavrencija, Baltika in Avalonija. Kaledonska orogeneza je dobila ime po Kaledoniji, latinskem imenu za Škotsko. Večina kamnin je šibko metamorfizirana groba droba (greywacke).
Tektonski procesi, vključeni v nastanek akrecijskega klina, kjer se sediment strga z morskega dna, ko se tektonska plošča subducira, so privedli do oblikovanja več velikih prelomov vzhod-zahod, ki jih zdaj izkoriščajo reke in opredeljujejo doline čez Južno višavje. Stopnje deformacije, povezane s temi prelomi, so zelo spremenljive, vendar so razširjene v drobnozrnatih sedimentih. Sekundarna mineralizacija je dodatno spremenila te spodnjepaleozojske kamnine, ki so gostitelji nekaterih značilnih izvirov, od katerih so bili nekateri izkoriščeni za turizem, kot so tisti okoli Moffata.

## Geografija
Južno višavje leži južno od prelomnice Southern Uplands, ki poteka od Ballantraeja na obali Ayrshira proti severovzhodu do Dunbarja v vzhodnem Lothianu na obali Severnega morja, na razdalji približno 220 km.

### Hribovje
V Južnem višavju je več hribov in gora. Od vzhoda proti zahodu so to:
- Cheviot Hills na vzhodnem koncu Angleško-škotske meje
- Lammermuir Hills južno od Dunbarja
- Moorfoot Hills južno od Edinburgha
- Tweedsmuir ali Manor Hills[7] južno od Tweedsmuira
- Culter Hills[8] južno od Biggarja
- Moffat Hills severovzhodno od Moffata
- Ettrick Hills[9] južno od Moffatdala
- Lowther Hills med okrožjem Clydesdale/Annandale in Nithsdale
- Carsphairn in Scaur Hills med Nithsdaleom in Glenkens.[10]
- Galloway Hills zahodno od Glenkensa. To je veliko hribovsko območje, ki leži med Loch Doonom na severu in Solway Firthom na jugu in ima podpodročja: Awful Hand, Dungeon Hills,[11] Rhinns of Kells,[12] Minnigaff Hills[13] in Cairnsmore of Fleet.

### Vrhovi
Čeprav vrhovi niso tako visoki kot mnogi v Škotskem višavju ali drugih znanih gorskih regijah, so deli južnih gora odmaknjeni in gorati, saj vsebujejo približno 120 Marilynov (vrhovi z višino 150 m ali več), večino Donaldov (gore Južnega višavja z višino nad 609,6 m) in precejšnje število Corbettov (gore med 762,0–914,4 m višine z izbočenostjo vsaj 152,4 m) in Grahamov (hribi, visoki med 600 in 762 m, z najmanjšo relativno višino 150 m).
Nekateri bolj opazni vrhovi v Južnem višavju so:
- Merrick: najvišja na jugu Škotske pri 843 m
- Broad Law: 840 m
- White Coomb: 822 m
- The Cheviot: 815 m
- Corserine: 814 m
- Cairnsmore of Carsphairn: 797 m
- Kirriereoch Hill: 786 m
- Shalloch on Minnoch: 769 m
- Lamachan Hill: 717 m
- Cairnsmore of Fleet: 711 m
- Tinto: 711 m
- Craignaw: 645 m

V Južnem višavju je druga najvišja vas v Združenem kraljestvu in najvišja na Škotskem, Wanlockhead, 430 m nad morsko gladino.

### Reke in jezera
Regijo odmakajo številne reke, med katerimi sta najpomembnejši tretja in četrta najdaljša Škotska, reka Clyde s 171 km in reka Tweed s 156 km. Več pomembnih rek se izliva proti jugu v Solway Firth in Irsko morje, vključno z (od zahoda proti vzhodu) reke Cree, Dee, Urr, Nith, Annan in Esk.
V Južnem višavju so številna jezera, zlasti na zahodu. Največje je jezero Loch Ken, vodni vzvod jezera je bil povečan leta 1936, ko so na reki Dee postavili jez Glenlochar, vodo Kena pa so zajezili, da bi ustvarili umetna jezera kot del hidroelektrarne Galloway. Več drugih jezer v Gallowayu je zajezenih, kot so Loch Doon, Loch Bradan in Clatteringshaws Loch, čeprav veliko manjših ostaja v bolj naravnem stanju, kot so Loch Dee, Loch Enoch, Loch Grannoch in Loch Trool.
Vzhodno od Moffata je največje naravno vodno telo v regiji Borders v Južnem višavju, jezero St. Mary's Loch skupaj s sosednjim jezerom Loch of the Lowes in bližnjim jezerom Loch Skeen. V bližini je več drugih rezervoarjev, vključno z rezervoarjem Megget, rezervoarjem Talla in rezervoarjem sadja, medtem ko rezervoar Daer leži med Lowther Hills.

## Prostoživeče živali
Območje ima veliko raznolikost vrst in habitatov. V višavju živijo ruševec in rdeči jereb (Lagopus lagopus scotica), planinski zajec, planinski orel, pepelasti lunj in nekatere nenavadne rastlinske vrste. V zahodnem hribovju živijo jeleni, srne, divje koze in divje svinje. Zahodni gozdovi imajo eno petino škotske populacije navadnih veveric. Ribji orel je prisoten v nekaterih jezerih gozdnega parka Galloway, St Mary's Loch in ob reki Tweed. Potočna postrv je pogosta v številnih rekah, na tem območju pa živijo tudi populacije drugih postrvi, lososa in vidre.

## Gospodarstvo
Kmetijstvo in gozdarstvo sta glavni obliki rabe zemljišč v Južnem višavju. Trajnostna energija se proizvaja že več desetletij: hidroelektrarna Galloway je bila zgrajena med letoma 1930 in 1936. V zadnjem času so na gorskih območjih razvili številne vetrne elektrarne. Vse večji pomen imata turizem in rekreacija: pohodništvo, ribolov in streljanje na jerebe so tradicionalne dejavnosti, v zadnjih letih pa postaja priljubljeno gorsko kolesarjenje.
Tekstilna industrija je v 19. in 20. stoletju zaposlovala veliko število delavcev v številnih mestih škotske meje. Nogavice so bile uvedene v Hawicku leta 1771 in Galashielsova prva tovarna volne je bila zgrajena leta 1800, vendar je imela tekstilna proizvodnja na tem območju dolgo zgodovino: proizvodnja perila je bila glavna industrija že od srednjega veka. Tekstilna industrija je nazadovala v poznem 20. stoletju, leta 1981 je bilo zaposlenih 7800 ljudi, do leta 1998 pa le 4400. Vendar je še vedno pomembna tako za lokalno gospodarstvo kot za škotsko na splošno.

### Kmetijstvo
Na splošno sta ovčereja in poljedelstvo bolj prevladujoča na škotskih mejah na vzhodu, medtem ko je prireja mleka tradicionalno pomembnejša v Dumfriesu in Gallowayu, čeprav je v zadnjih letih prišlo do odmika od paše goveda k ovčereji. Več pasem živine izvira iz Južnega višavja, vključno z govedom pasme Galloway, govedom pasme Ayrshire in ovcami Cheviot.

### Gozdarstvo
Velika območja Južnega višavja so pokrita z gozdovi, kot so:
- Gozd Ae
- Gozd Mabie
- Gallowayski gozd

Količina gozdnatega zemljišča v zahodnem Južnem višavju se je med 1940-imi in 1980-imi močno povečala, z 1 % na 23 %.

## Rekreacija

### Pohodništvo
Obstajajo številne poti po Južnem višavju. Te vključujejo Southern Upland Way, 341 km dolg pohod od obale do obale med Portpatrickom na zahodu in Cockburnspathom na vzhodu.

### Plezanje
Tu je nekaj dobrega za plezanje, zlasti v zahodnem delu, Galloway Hills. Večina plezanja poteka po kakovostnem granitu, ki je pogosto ploščat in včasih nekoliko razbit. V mrzlih zimah je dobro ledno plezanje na hribih Craignaw, Merrick in Cairnsmore of Fleet.

### Gorsko kolesarjenje
Je sedem središč za gorsko kolesarjenje, ki se razprostirajo na jugu Škotske, od osrčja škotske meje do Dumfriesa in Gallowaya. So na zemljišču Komisije za gozdove in skupaj s shemami v Walesu veljajo za merilo, po katerem bi bilo treba razviti nadaljnje poti v Združenem kraljestvu. Znani so kot 7stanes, ker ima vsako prizorišče stane (škotsko za kamen ) nekje po gozdnih poteh.
Sedem Stanes:
- Glentrool
- Kirroughtree, blizu Newton Stewarta
- Dalbeattie
- Mabie
- Gozd Ae
- Tweed Valley: Glentress v Innerleithen
- Newcastleton

## Kultura
Južno višavje in zlasti tista območja ob anglo-škotski meji imajo burno in krvavo zgodovino. Bili so prizorišče številnih napadov, kampanj in bitk, vključno z bitko pri Ancrum Mooru, bitko pri Nesbit Mooru in bitko pri Philiphaughu. Festivali skupinskega jahanja v številnih mestih, kot so Jedburgh, Kelso, Hawick, Peebles, Selkirk in Langholm, spominjajo na to zgodovino in ponovno uprizarjajo prakso jahanja ob mejah mesta, da se omogoči opozarjanje na napade z juga.
Ta nasilna zgodovina je obeležena tudi v številnih mejnih baladah, katerih druga pogosta tema je nadnaravno, kot v baladah Thomasa Rhymerja in Tama Lina. Veliko mejnih balad je zbral sir Walter Scott v svojem Minstrelsy of the Scottish Border. Scott je prav tako upodobil družbeno zgodovino, folkloro in tradicijo južnega gorja v več svojih delih v prozi in verzih (kot je The Lay of the Last Minstrel), tako kot James Hogg, znan kot Ettrick Shepherd.